# لورين دان
لورين دان (بالإسبانية: Lorraine Dunn) هي منافسة ألعاب القوى بنمية، ولدت في 12 سبتمبر 1942 في بنما في بنما، وتوفيت في 16 أكتوبر 2003 في جلان بورني في الولايات المتحدة.

## وصلات خارجية
- لورين دان على موقع الاتحاد الدولي لألعاب القوى (الإنجليزية)
- لورين دان على موقع اللجنة الأولمبية الدولية (الإنجليزية)
- لورين دان على موقع أوليمبيديا (الإنجليزية)